# Parti travailliste communiste de Turquie / léniniste
Ne doit pas être confondu avec Parti communiste marxiste-léniniste (Turquie).
Le Parti travailliste communiste de Turquie/Léniniste (turc : Türkiye Komünist Emek Partisi/Leninist) est un parti communiste illégal de Turquie. le TKEP/L fut fondé le 1er septembre 1990, à la suite d'une scission dans le Parti travailliste communiste de Turquie (en) (TKEP).

## Organisation
Considérant que le TKEP avait commencé à s'orienter vers la légalité, le TKEP/L a voulu continuer la lutte armée. Il a formé une branche armée, The Leninist Guerrilla Units (Leninist Gerila Birliği) qui effectue des attaques occasionnelles, mais ne s'engage pas dans une guérilla permanente. La dernière action d'envergure était le 19 décembre 2000, une attaque contre un bureau du Parti d'action nationaliste à Istanbul. Un membre a été tué et trois blessés. L'attaque était une vengeance pour le meurtre de deux prisonniers membres du TKEP/L.
Le TKEP/L dispose d'une organisation à l'intérieur des prisons turques, et les membres du TKEP/L emprisonnés ont participé à des grèves de la faim lancées par divers groupes révolutionnaires. 
L'organisation de jeunesse du TKEP/L est la 13 March Young Communist League (13 Mart Genç Komünistler Birliği).